# کورا (رود)
 رود کورا (کُر) بزرگترین رود در منطقه قفقاز است که از شرق ترکیه سرچشمه گرفته و از میان رشته کوه قفقاز در گرجستان و جمهوری آذربایجان می‌گذرد و پس از پیوستن رود ارس، سرانجام در جمهوری آذربایجان به دریای خزر می‌ریزد.
درازای این رود حدود ۱۵۱۵ کیلومتر است که حدود ۱۷۴ کیلومتر از آن در ترکیه، ۴۳۵ کیلومتر از آن در خاک گرجستان و حدود ۹۰۶ کیلومتر از آن در جمهوری آذربایجان جریان دارد. این رود در زندگی اقتصادی و در شکل‌گیری الگوهای زندگی مردم جمهوری آذربایجان نقش بسیار اساسی را ایفا کرده‌است.

## نام‌گذاری

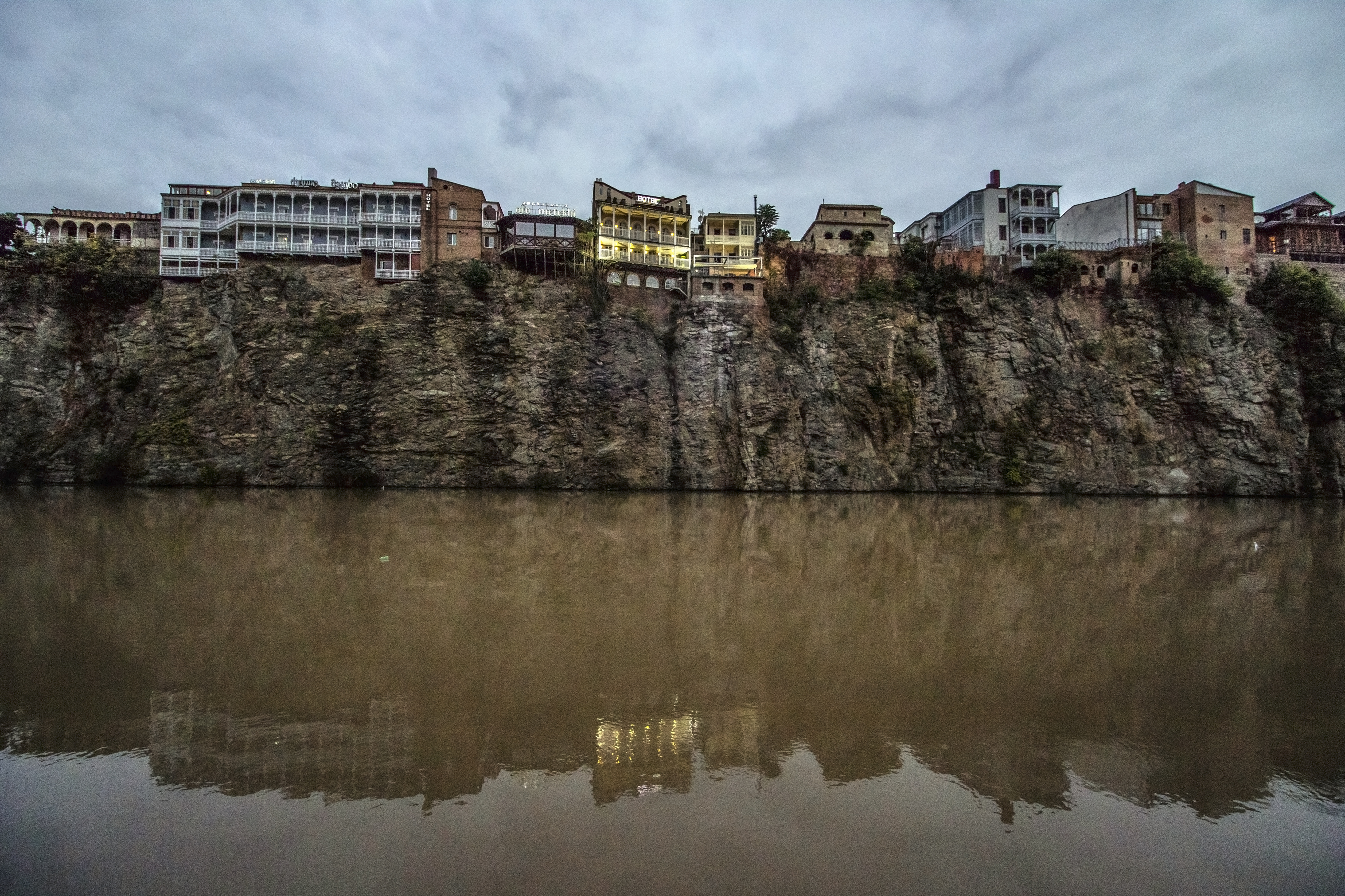
تصویری از رودخانه متکواری در تفلیس

در برخی منابع ریشه نام‌گذاری این رود را مربوط به کوروش بزرگ دانسته‌اند.
واژه "کورا" همچنین در زبان های قفقازی به معنای آب، رود و ذخیره گاه به کار رفته است.در زبان گرجی به آن "متکواری" به معنای "خوش آب" می گویند.منابع یونانی مثل استرابو از این رود با نام رود کوروش نام برده اند.یونانی باستان: Κῦρος; لاتین: Cyrus

## منابع

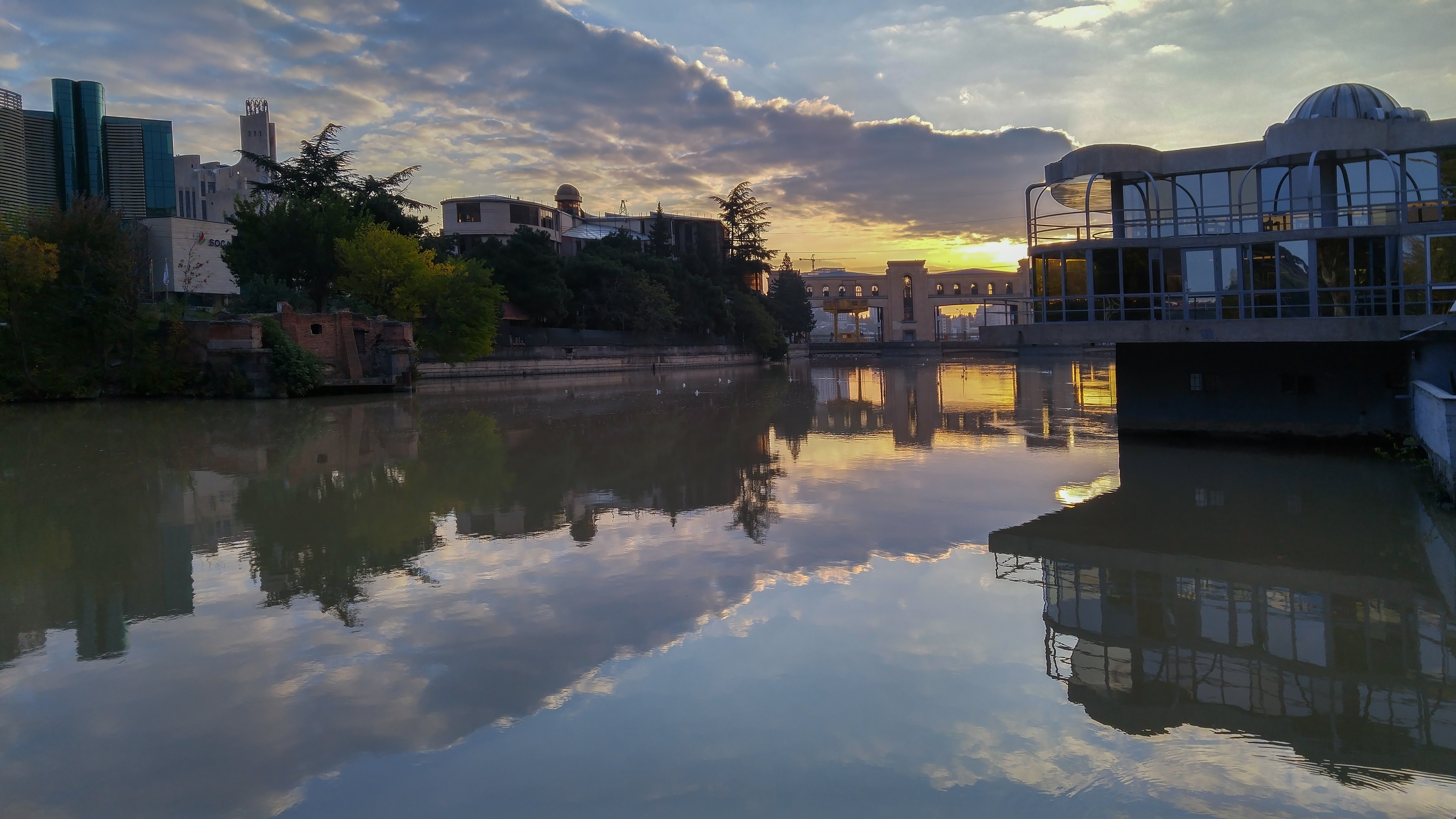
نمایی از رودخانه متکواری یا کورا
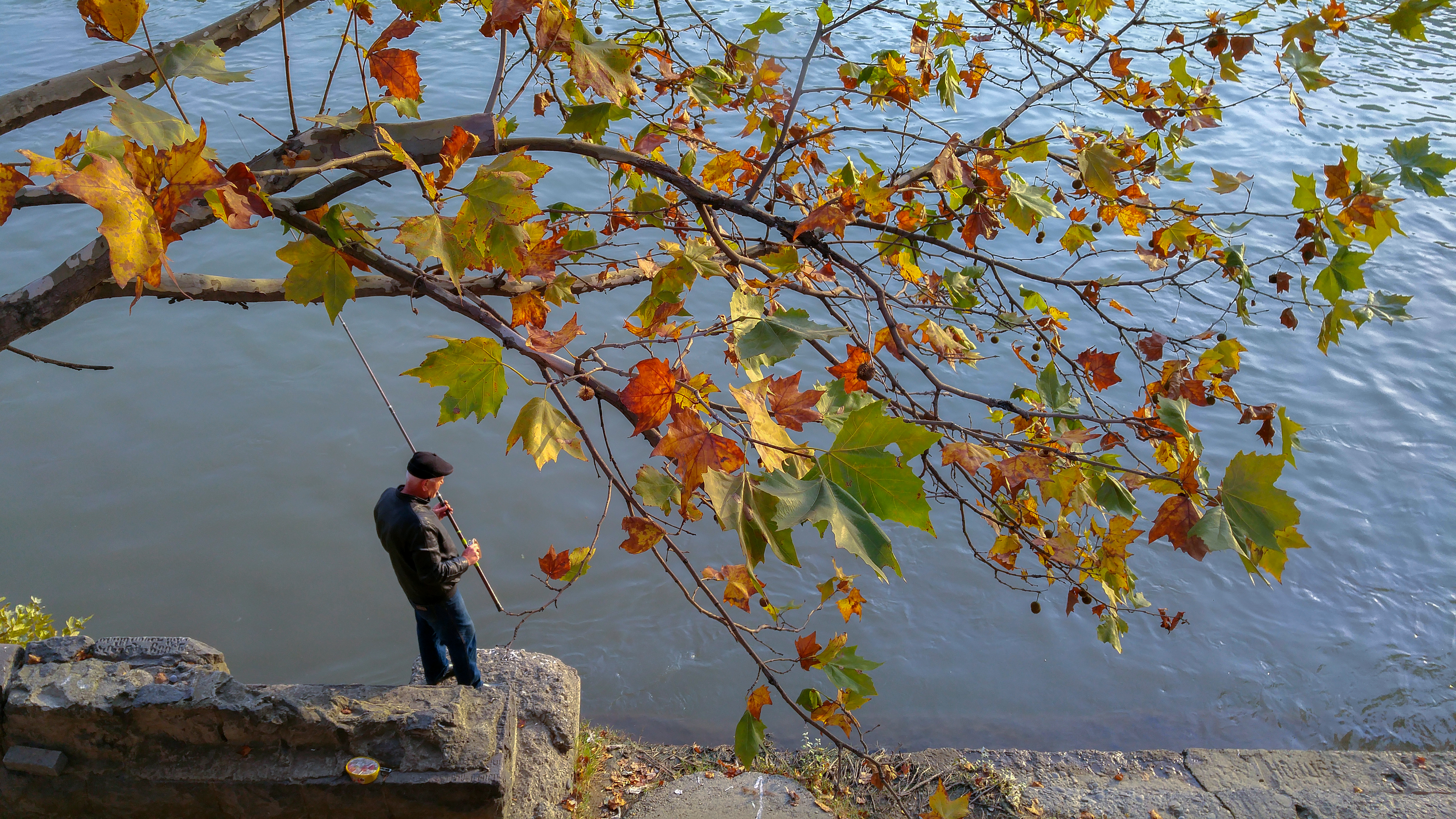
ماهیگیری در رودخانه متکواری در تفلیس
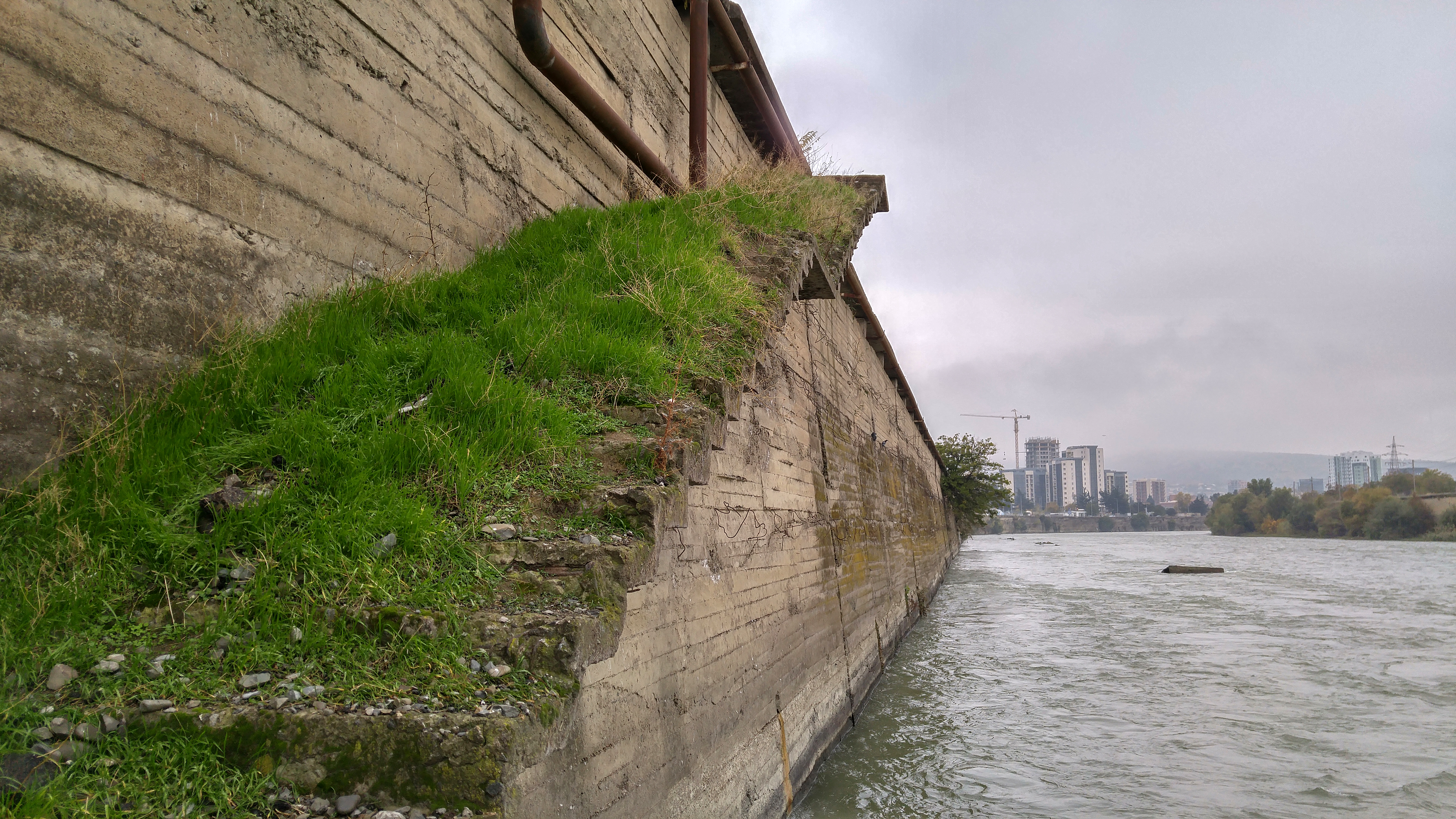
رودخانه متکواری یا کورا
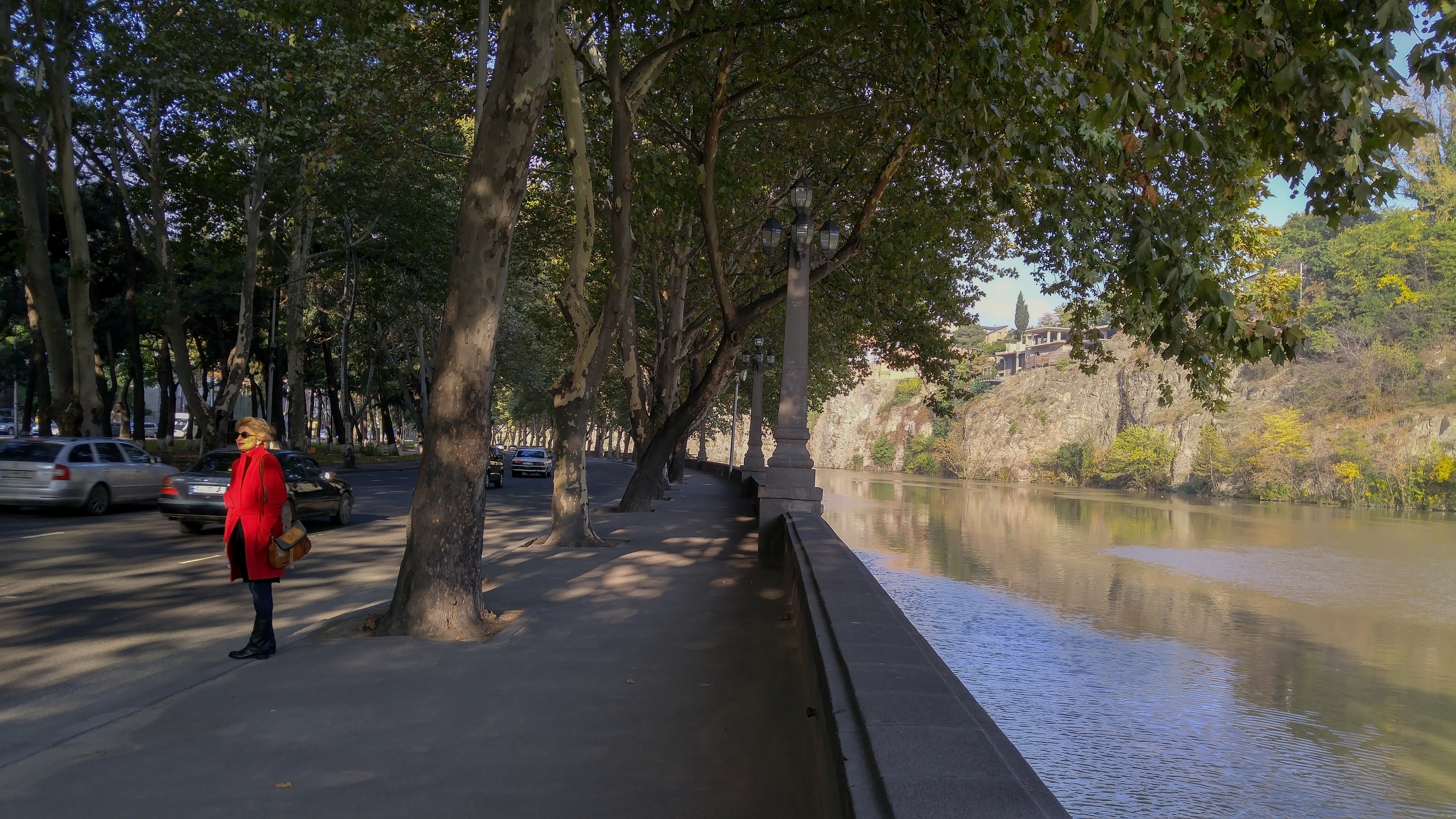
رودخانه متکواری یا کورا در تفلیس